# Laura Albert
 (décembre 2020).
Si vous disposez d'ouvrages ou d'articles de référence ou si vous connaissez des sites web de qualité traitant du thème abordé ici, merci de compléter l'article en donnant les références utiles à sa vérifiabilité et en les liant à la section « Notes et références ».
Laura Albert (née le 2 novembre 1965 à Brooklyn, New York) est une écrivaine américaine, auteure d'écrits attribués au personnage fictif de JT LeRoy (Jeremiah « Terminator » LeRoy). Au cours de cette longue mystification littéraire, LeRoy, l'alter ego masculin inventé par Laura Albert, a été présenté au public et aux éditeurs en tant que personne trans, se questionnant encore sexuellement, maltraité, ancien sans domicile fixe, toxicomane et prostitué.
Elle a également utilisé le nom d'Emily Frasier et Speedie.

## Biographie

### JT LeRoy
Le nom de JT LeRoy a été utilisé à partir de 1996 pour des publications dans des revues comme Nerve. Après la publication de son premier roman, Sarah, LeRoy a commencé à faire des apparitions publiques. Avec l'aide de son amie Savannah Knoop, Laura Albert a écrit les livres qui ont été attribués à LeRoy, et Knoop, vêtu d'un costume, se présentait comme LeRoy aux apparitions publiques.
LeRoy est supposé être né le 31 octobre 1980 en Virginie-Occidentale. Son histoire était liée à la prostitution, la toxicomanie et le vagabondage en Californie, avant la publication de son premier roman en 1999. Toutefois, en octobre 2005, une enquête journalistique a révélé que les livres signés « JT LeRoy » étaient écrits par Laura Albert, tandis que le rôle de l'écrivain était joué en public par Savannah Knoop (en), la demi-sœur de Geoffrey Knoop, compagnon de Laura Albert. Dans une interview avec le New York Times en février 2006, Geoffrey Knoop a déclaré que Laura Albert était l'auteur des livres de LeRoy, ce qui fut confirmé par Laura Albert,. Elle décrit LeRoy comme un « voile » plutôt qu'un « canular », et affirme qu'elle a été capable de dire les choses sous la plume de LeRoy qu'elle ne pouvait pas dire en tant que Laura Albert. Laura Albert publia à l'origine comme Terminator puis plus tard JT LeRoy.

### Vie personnelle
Laura Albert a grandi à Brooklyn, et elle et son ancien compagnon Geoffrey Knoop ont un fils.

## Œuvres
- Sarah (2001)
- Le Livre de Jérémie (2001)
- Harold's End (2005)
- Labour (2007)
- Girl Boy Girl: How I Became JT Leroy (2008)

## Adaptations
- Le Livre de Jérémie
- Jeremiah Terminator LeRoy (ou J.T. LeRoy)